# NGC 6131A
NGC 6131A في الفهرس العام الجديد، هي مجرة، تقع في كوكبة الإكليل الشمالي. وقد أضيفت لاحقًا إلى الفهرس العام الجديد.

## روابط خارجية
- NGC 6131A على موقع ويكي سكاي: DSS2, SDSS, GALEX, IRAS, Hydrogen α, X-Ray, Astrophoto, Sky Map, Articles and images